# Бубново (Новодугинский район)
Бубново — деревня в Новодугинском районе Смоленской области России. Входит в состав Высоковского сельского поселения. Население — 4 жителя (2007 год). На июль 2013 год население составляет 10 жителей.
Расположена в северо-восточной части области в 13 км к югу от Новодугина, в 2 км восточнее автодороги Р134 «Старая Смоленская дорога» Смоленск — Дорогобуж — Вязьма — Зубцов, на берегу реки Салик. В 2 км восточнее деревни расположена железнодорожная станция Александрино на линии Вязьма — Ржев.

## История
В годы Великой Отечественной войны деревня была оккупирована гитлеровскими войсками в октябре 1941 года, освобождена в марте 1943 года.